# Nereus
Nereus sau Nereu (greaca veche: Νηρεύς) este "bătrânul mării", zeul Mării Mediteraneene din mitologia greacă, fiu al Gaiei și al lui Pontus.
Soția sa este Doris și, împreună, cei doi sunt părinții celor 50 de Nereide, nimfe ale mării prietenoase. Nereus este un bătrân foarte înțelept, care are puterea de a prezice viitorul, dar nu răspunde la întrebări decât dacă este prins, iar pentru a evita acest lucru, el își schimbă forma (ca atunci când Heracles a venit să îl întrebe despre drumul spre Grădina Hesperidelor). Domeniul lui Nereus și al celor 50 de fiice este, în special, Marea Egee, unde au salvat multe nave de la distrugere. Nereus a fost tatăl lui Thetys, care la rândul ei a fost mama eroului grec Ahile. Nereus este menționat de Homer, Hesiod, Pseudo-Apollodorus⁠(en)[traduceți], Apollonius din Rodos, Goethe.